# 17942 Whiterabbit
17942 Whiterabbit este o planetă minoră (asteroid), cu un diametru de 2,808 km, din centura de asteroizi. A fost descoperită pe 11 mai 1999 la Nachi-Katsuura Observatory⁠(d) de Yoshisada Shimizu⁠(d) și a fost numită după White Rabbit⁠(d). 
Obiectul prezintă o orbită caracterizată de o semiaxă mare de 2,3888632 UAi, o excentricitate de 0,12, o înclinație de 4,53567 ° în raport cu ecliptica.